# Die Brüder (von Saar)
Die Brüder ist eine im Jahre 1900 veröffentlichte Rahmenerzählung von Ferdinand von Saar.

## Inhalt
Der Rahmenerzähler ruht sich bei einem Spaziergang auf der Bank bei einem Pächterhause aus und kommt mit dem Bauern ins Gespräch. Dieser erzählt ihm nun seine tragische Lebensgeschichte.
Als Sohn eines Landwirtes und Wachshändlers hat er schon als Knabe ständig unter der Bevorzugung seines jüngeren Bruders durch die Mutter zu leiden. Der gutmütige Vater ist ihm keine Hilfe. Franz Xaver, der Bruder, wird in die Realschule geschickt, wo er aber nicht mitkommt. Er tritt ins Militär ein. In einem Urlaub schwängert er die Geliebte seines Bruders, der sie danach heiraten soll. Bei einem Hausbrand kommt jedoch das Mädchen ums Leben. Die Verschwendungssucht des nun zum Offizier avancierten ruiniert die ganze Familie. Der Bruder kommt wegen einer Unterschlagung schließlich ins Gefängnis, flüchtet aber und bleibt verschollen. 
Der Vater stirbt, die Mutter ist nach einem Schlaganfall gelähmt. Der junge Bauer stellt zur Pflege der Mutter ein Waisenmädchen namens Johanna an. Nach dem Tod der Mutter heiratet er Johanna und zieht mit ihr auf einen Pachthof in Mähren, wo er sich langsam heraufarbeitet. Da erscheint plötzlich der Bruder. Unverschämt fordert er seine Aufnahme. Doch der Pächter fordert ihn auf zu verschwinden, ansonsten er ihn anzeigen will. Franz Xaver gerät in Wut und schießt mit einer Pistole auf seinen Bruder. Er verfehlt ihn zwar, doch durchschlägt die Kugel die Tür und tötet die dahinter stehende junge Frau. Franz Xaver kommt nun ins Zuchthaus, doch eines Tages wird er wieder frei sein und davor fürchtet sich der Pächter.

## Ausgaben
- Ferdinand von Saar: Novellen aus Österreich, Band 5, herausgegeben von Jakob Minor. Max Hesse Verlag, Leipzig 1908, online – Internet Archive.